# Xã Star, Quận Clay, Nam Dakota
Xã Star (tiếng Anh: Star Township) là một xã thuộc quận Clay, tiểu bang Nam Dakota, Hoa Kỳ. Năm 2010, dân số của xã này là 133 người.